# Nekvasovy
Nekvasovy är en ort i Tjeckien.   Den ligger i regionen Plzeň, i den västra delen av landet, 90 km sydväst om huvudstaden Prag. Nekvasovy ligger 490 meter över havet och antalet invånare är 194.
Terrängen runt Nekvasovy är huvudsakligen platt, men västerut är den kuperad. Runt Nekvasovy är det ganska tätbefolkat, med 52 invånare per kvadratkilometer. Närmaste större samhälle är Blatná, 18,5 km öster om Nekvasovy. Omgivningarna runt Nekvasovy är en mosaik av jordbruksmark och naturlig växtlighet.